# Дурна (притока Вовчої)
Дурна́ — річка в Україні, ліва притока Вовчої (Карлівське водосховище) (басейн Дніпра). Довжина 17 км. Площа водозбірного басейну 140 км². Похил 2,8 м/км. Долина коритоподібна.
Живиться за рахунок атмосферних опадів. Льодостав нестійкий (з грудня до початку березня). Використовується на сільськогосподарські потреби.
Річка бере початок із західних околиць Авдіївки (неподалік від Авдіївської міської центральної лікарні). Тече територією Ясинуватського району Донецької області. Впадає до Карлівського водосховища в районі Яснобродівки. Споруджено ставки.